# Joakim Hellbratt
Joakim Hellbratt, född  18 november 2003, är en svensk friidrottare (längdhoppning). Han tävlar för Huddinge AIS.

## Karriär
Hellbratt deltog i Svenska mästerskapen i friidrott 2023 där han placerade sig på en andraplats i längdhopp.